# Gajac
Gajac ist eine französische Gemeinde mit 370 Einwohnern (Stand 1. Januar 2022) im Département Gironde in der Region Nouvelle-Aquitaine (vor 2016 Aquitaine). Sie gehört zum Kanton Le Sud-Gironde im Arrondissement Langon. Die Bewohner nennen sich Gajacais.

## Geografie
Die Gemeinde Gajac liegt 17 Kilometer südöstlich von Langon. Sie grenzt im Norden an Gans, im Osten an Sendets, im Süden an Birac, im Südwesten an Saint-Côme und im Westen an Bazas. Der Stausee Lac de la Prade liegt mit einem kleinen Teil auf der südwestlichen Gemeindegemarkung.

## Bevölkerungsentwicklung
| Jahr                       | 1962 | 1968 | 1975 | 1982 | 1990 | 1999 | 2008 | 2015 | 2020 |
| Einwohner                  | 348  | 336  | 335  | 330  | 363  | 323  | 395  | 386  | 372  |
| Quellen: Cassini und INSEE |      |      |      |      |      |      |      |      |      |

## Sehenswürdigkeiten
- Kirche Saint-Christophe de Trazits
- Kirche Saint-Martin, seit 1925 Monument historique

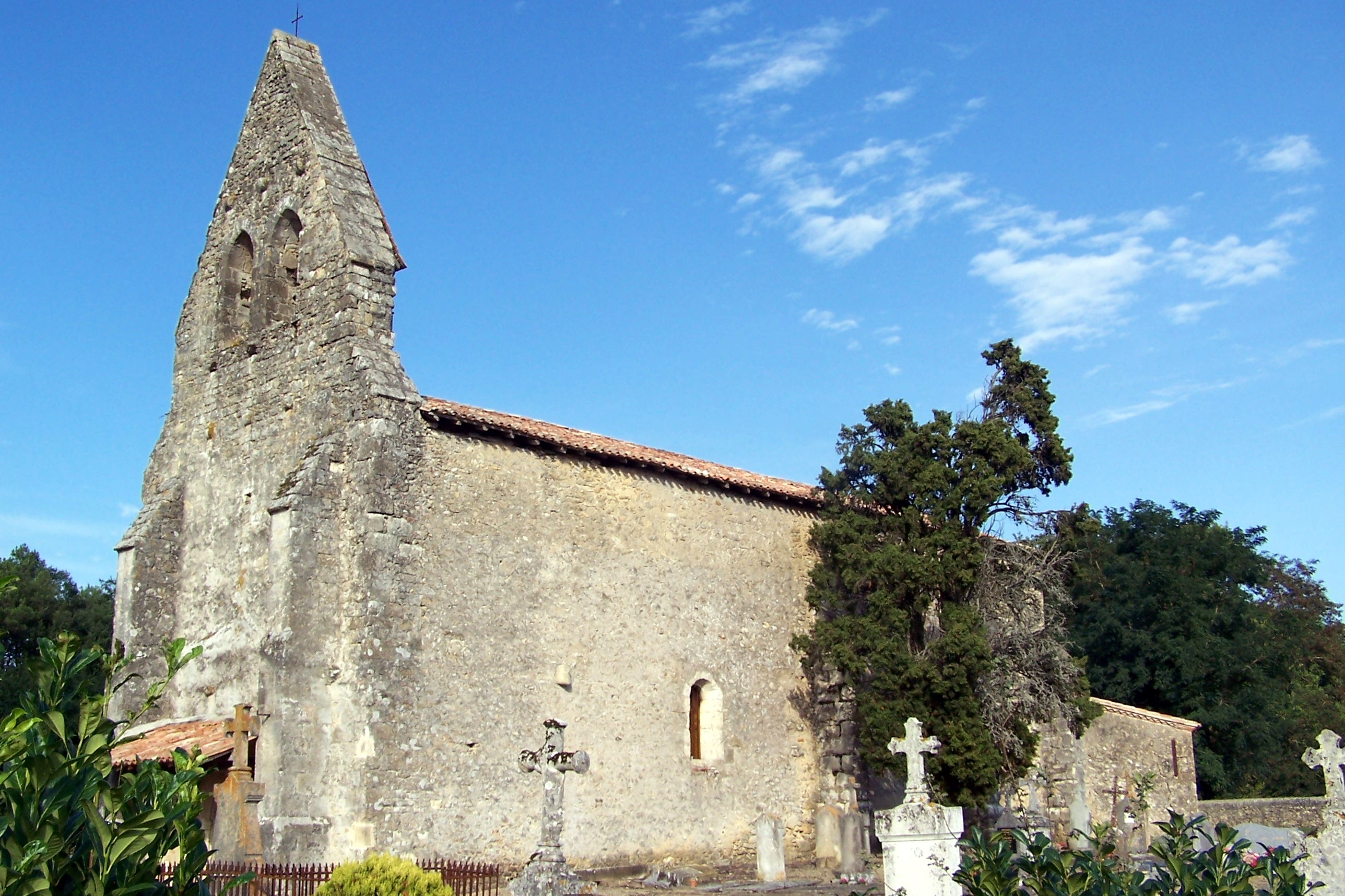
Kirche Saint-Christophe de Trazits
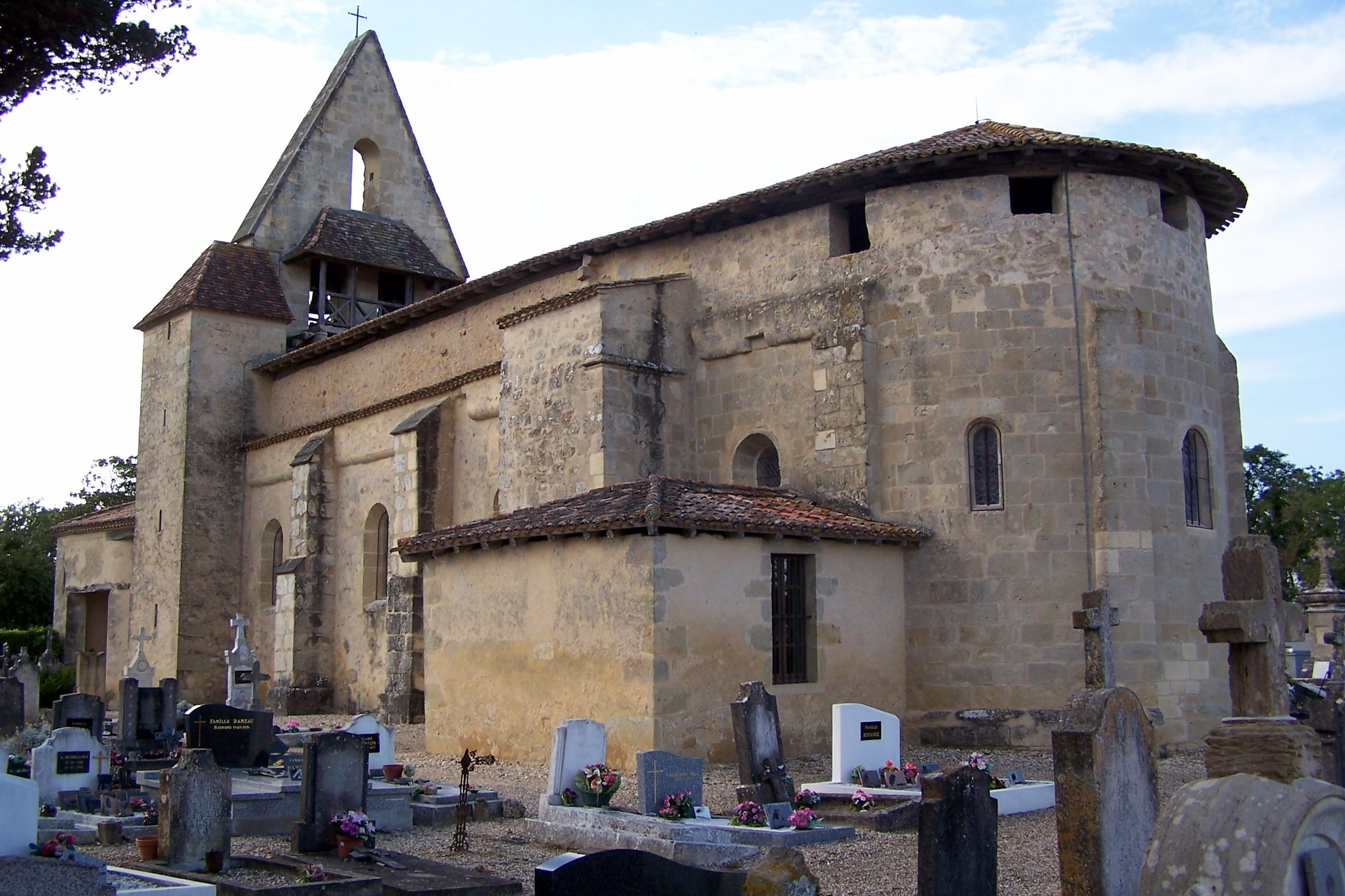
Kirche Saint-Martin
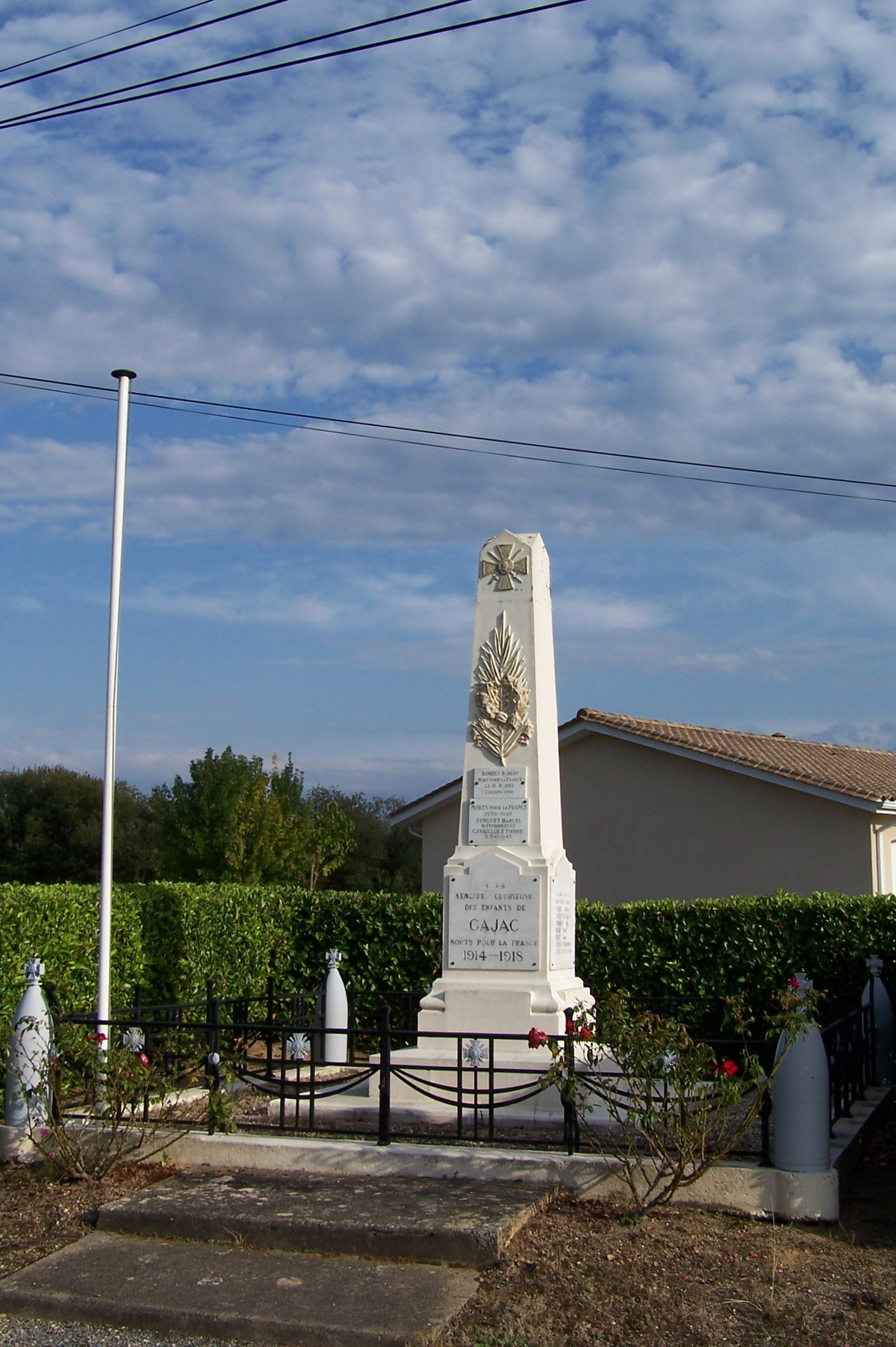
Gefallenendenkmal